# أميناداف (إسرائيل)
أميناداف (بالعبرية: עַמִּינָדָב) هي موشاف في وسط إسرائيل. تقع جنوب غرب القدس بالقرب من ياد كينيدي، وتندرج تحت اختصاص مجلس ماتيه يهودا الإقليمي. في عام 2016 كان عدد سكانها 1,129.

## تاريخ أميناداف
تأسست القرية عام 1950 على يد يهود يمنيين. بين عامي 1952 و1953 استوعبت المزيد من المهاجرين من شمال أفريقيا. أنشئت أميناداف على أرض أراضب قرية الولجة الفلسطينية المُهجرة.

## غابة أميناداف
غابة أميناداف هي غابة موزعة على 7 كيلومترات مربعة (700 هكتار)، وهي مزيج من الغابات الطبيعية والأشجار التي زرعها الصندوق القومي اليهودي على طول محيط سالمون-سوريك. تطل الغابة على مجاري وادي الصرار ورفاعيم وتلال القدس. يوجد في الغابة عدة ينابيع طبيعية، مدرجات زراعية قديمة، بساتين، مكابس نبيذ قديمة وحفر طباشير. غابة اللورد ساكس هي غابة مكونة من 25.000 شجرة زُرعت في غابة أميناداف من قبل الصندوق القومي اليهودي، المملكة المتحدة. تمت تسميتها على اسم الحاخام الأكبر للتجمعات العبرية المتحدة التابعة للكومنولث، اللورد جوناثان ساكس.